# Port lotniczy Atlanta – Hartsfield-Jackson
Port lotniczy Atlanta – Hartsfield-Jackson (ang. Hartsfield-Jackson Atlanta International Airport (IATA: ATL, ICAO: KATL) – największe na świecie międzynarodowe lotnisko położone w Atlancie, w stanie Georgia, USA, główny węzeł amerykańskich linii lotniczych Delta Air Lines). Swoją nazwę zawdzięcza dwóm byłym burmistrzom Atlanty, Williamowi Hartsfieldowi i Maynardowi Jacksonowi.
W 2005 obsłużył prawie 86 milionów pasażerów, będąc największym portem lotniczym świata pod względem ogólnej liczby pasażerów.
W 2006 roku lotnisko, obsługując 84,8 miliona pasażerów, utrzymało swój tytuł zarówno w liczbie pasażerów, jak i obsłużonych lotów (976 447). W porcie lotniczym Atlanta – Hartsfield-Jackson dominuje ruch krajowy, a pod względem ruchu międzynarodowego port plasuje się na 7. miejscu w USA. Pod względem ruchu towarowego port lotniczy Atlanta w 2005 zajmował 25. miejsce w świecie.
W 2015 roku zakończyła się przebudowa lotniska, które może teraz obsłużyć 121 milionów pasażerów w ciągu roku. W 2008 roku liczba obsłużonych pasażerów wyniosła 90 039 280 osób przy całkowitej liczbie 978 824 operacji lotniczych. Hartsfield-Jackson posiada więcej połączeń typu non-stop niż jakiekolwiek inne lotnisko (243 połączenia, w tym 72 międzynarodowe do 45 krajów).
W dniu 27 grudnia 2015 roku liczba obsłużonych pasażerów w ciągu jednego roku przekroczyła 100 milionów – tym samym lotnisko stało się pierwszym w historii portem lotniczym na świecie, który w ciągu 12 miesięcy obsłużył 100 milionów pasażerów.
W roku 2018 liczba obsłużonych pasażerów wyniosła 107,4 mln.
W 2023 roku lotnisko obsłużyło blisko 105 mln pasażerów.
Port posiada pięć równoległych asfaltowych pasów startowych, w celu uniknięcia pomyłek oznaczonych różnymi kątami. Jest to jeden z kilku portów lotniczych na świecie, na którym mogą lądować 3 samoloty w tym samym czasie. Mierząca 398 stóp (121,3 metrów) wieża kontrolna jest najwyższym tego typu obiektem w USA.
Lotnisko zatrudnia łącznie około 56 000 osób. Całkowita powierzchnia portu wynosi 1528 hektarów. Lotnisko obsługuje automatyczna kolej The Plane Train.
W lutym 2008 roku port lotniczy Hartsfield-Jackson został wyróżniony przez magazyn Forbes jako najlepsze lotnisko w USA pod względem dostępu do bezprzewodowej sieci internetowej.

## Historia

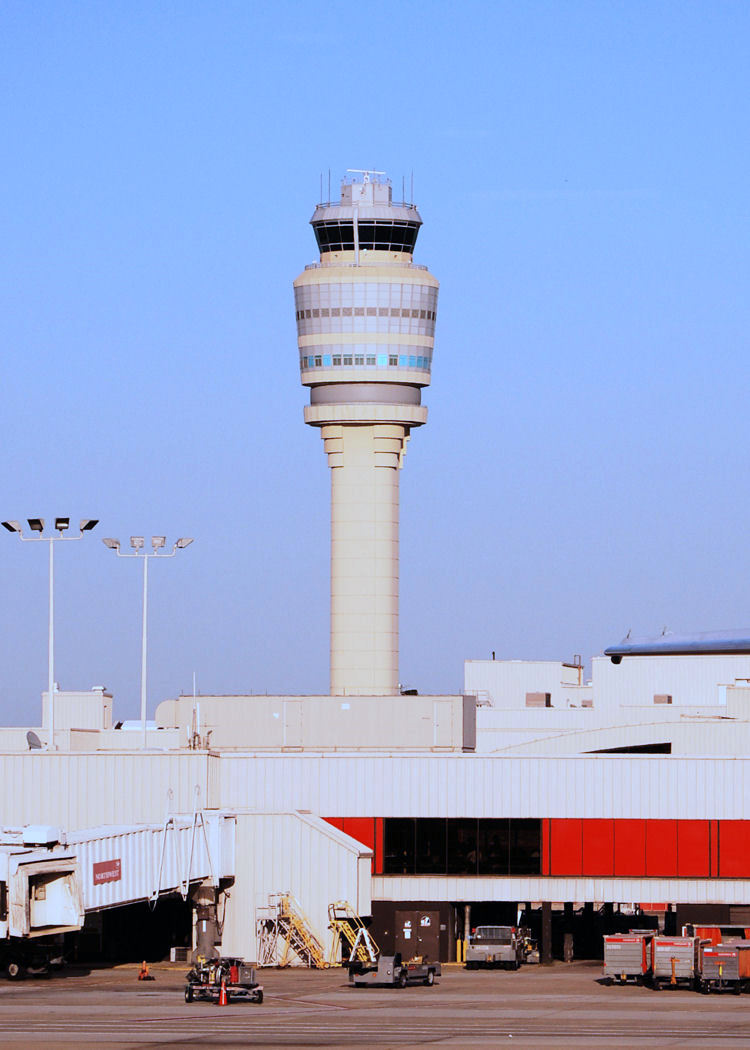
Wieża kontrolna

Początki Hartsfield-Jackson to pięcioletnia dzierżawa terenu o powierzchni 287 akrów (116 ha), po opuszczonym torze samochodowym. Umowa najmu została podpisana w dniu 16 kwietnia 1925 przez burmistrza Waltera Simsa, który postanowił przekształcić go w lotnisko. W ramach umowy nieruchomość została przemianowana na Candler Field, noszące imię poprzedniego właściciela, współtwórcy potęgi Coca-Coli i byłego burmistrza Atlanty Asy Candlera. Pierwszy lot do Candler Field miał miejsce w dniu 15 września 1926 roku, odbył go samolot pocztowy Florida Airways z Jacksonville na Florydzie. W maju 1928 roku, służbę w Atlancie rozpoczął Pitcairn Aviation, a następnie w czerwcu 1930 roku Delta Air Service. Później te dwie linie lotnicze, pod nazwą Eastern Air Lines i Delta Air Lines, wybrały Atlantę jako swoje węzły.
Lotnisko było od samego początku ruchliwe i do końca 1930 r. znalazło się na trzecim miejscu za Nowym Jorkiem i Chicago. Pierwsza wieża kontroli lotów na Candler Field została otwarta w marcu 1939 roku.
W październiku 1940 roku rząd USA oświadczył, że lotnisko wojskowe i United States Army Air Forces obsługują Atlanta Army Airfield wspólnie z Candler Field. Air Force wykorzystywały lotnisko przede wszystkim do obsługi tranzytowej różnych typów statków powietrznych. Podczas II wojny światowej port lotniczy podwoił swoją objętość i ustanowił rekord z 1700 startów i lądowań w ciągu jednego dnia. Atlanta Army Airfield zamknięto po zakończeniu wojny.
W 1946 roku lotnisko zostało przemianowane na Atlanta Municipal Airport i w 1948 roku ponad milion pasażerów obsłużono w hangarze, który zastępował terminal. W okresie powojennym zarówno Delta, jak i Eastern rozbudowywały swoją siatkę połączeń z Atlanty na całe Stany Zjednoczone. Southern Airways powstał również w Atlancie wkrótce po wojnie i utrzymuje sieć krótkich połączeń w obrębie południowo-wschodnim do 1979.
Dnia 1 czerwca 1956 lot Eastern do Montrealu, w Kanadzie był pierwszym międzynarodowym lotem z Atlanty. Pierwsze loty do Europy rozpoczęły się w 1964 r.; pierwszy rozkładowy bezpośredni lot do innego kraju miał miejsce w 1972 do miasta Meksyk. W 1957 Atlanta po raz pierwszy przyjęła samolot odrzutowy: prototyp Sud Aviation Caravelle, który przyleciał z Waszyngtonu. Atlanta była najbardziej ruchliwym portem lotniczym w kraju z ponad dwoma milionami pasażerów w ciągu roku i stała się najbardziej ruchliwych portem lotniczym na świecie.
W tym samym roku rozpoczęły się prace nad nowym terminalem. 3 maja 1961, kosztem 21 mln dolarów otwarto nowy terminal. Był on największym w kraju i był w stanie pomieścić ponad sześć milionów podróżnych rocznie, choć już w pierwszym roku działalności nowe lotnisko obsłużyło dziewięć i pół miliona osób. W 1967 roku miasto Atlanta i linie lotnicze rozpoczęły prace nad planem dalszego rozwoju lotniska.
Budowę obecnego terminala rozpoczęto w styczniu 1977 roku pod administracją burmistrza Maynarda Jacksona. Był to największy projekt budowlany na południu kraju, wart 500 milionów dolarów. Nazwany imieniem byłego burmistrza Atlanty Williama Berry Hartsfielda, który zrobił wiele, aby promować podróże lotnicze, William B. Hartsfield Atlanta International Airport otwarto w dniu 21 września 1980. Został zaprojektowany do obsłużenia 55 mln pasażerów rocznie i z powierzchnią 230 000 m². W grudniu 1984 ukończono czwarty pas startowy o długości 2700 m, a drugi pas startowy został przedłużony do 3624 m w następnym roku.
Chociaż Eastern były znacznie większą linią lotniczą niż Delta do deregulacji w 1978 roku, Delta była jedną z pierwszych linii które uczyniły Atlantę swoim węzłem. Eastern zawiesiło swoją działalność w 1989 z powodu problemów kadrowych i konkurencji na całym wschodnim wybrzeżu, pozostawiając Deltę jako jedyną wielką linię z węzłem w Atlancie. W czasach schyłku linii Eastern, American Airlines postanowiły założyć swój węzeł w Atlancie, ale uznały, że Delta posiadała tu zbyt silną pozycję i ostatecznie na swój węzeł wybrały Miami.
W 1992 powstało ValuJet jako niskokosztowa linia mająca konkurować z Delta w ATL, po upadku Eastern. Jego zasady bezpieczeństwa kwestionowano od początku jego istnienia, a linie lotnicze zostały tymczasowo uziemione po katastrofie z 1996. Linia rozpoczęła ponownie swoją działalność w 1997 roku jako AirTran Airways i jest obecnie drugą co do wielkości linią lotniczą w Atlancie. AirTran została przejęta przez Southwest Airlines w 2010 r. i Southwest zamierza zintegrować swoją działalność z AirTran w przyszłości.
W maju 2001 roku rozpoczęto budowę piątego pasa o długości 2700 m. Został ukończony kosztem 1,28 miliarda dolarów, otwarto go 27 maja 2006 i był pierwszym nowo wybudowanym pasem od 1984 roku. Z pięcioma pasami startowymi, Hartsfield-Jackson jest jednym z kilku lotnisk, na których mogą lądować jednocześnie trzy samoloty. Piąty pas zwiększył zdolność do lądowań i startów o 40%, ze średnio 184 lotów na godzinę do 237 lotów na godzinę.
Równolegle z budową piątego pasa startowego powstała nowa wieża kontrolna, umożliwiająca obserwację całej drogi startowej. Nowa wieża kontrolna jest najwyższą wieżą kontrolną lotniska w Stanach Zjednoczonych, o wysokości ponad 121 m. Starą wieżę kontrolną zburzono 5 sierpnia 2006
Rada miasta Atlanty w dniu 20 października 2003 r. przegłosowała zmianę nazwy z Hartsfield Atlanta International Airport na obecną Hartsfield-Jackson Atlanta International Airport, na cześć byłego burmistrza Maynarda Jacksona, pierwszego afroamerykańskiego burmistrza Atlanty, który zmarł 23 czerwca 2003 roku. Rada początkowo planowała zmianę nazwy lotniska dla upamiętnienia wyłącznie burmistrza Jacksona, ale protesty społeczne, w szczególności organizowane przez potomków burmistrza Hartsfielda skłoniły radę do kompromisu.

## Linie lotnicze i połączenia

### Hall T
- American Airlines (Chicago-O’Hare, Dallas/Fort Worth, Miami)
  - AmericanConnection obsługiwane przez Chautauqua Airlines (St. Louis)
- American Eagle Airlines (Chicago-O’Hare)
- Delta Air Lines (USA i Kanada) (Albuquerque, Anchorage [sezonowo], Austin, Baltimore, Bermuda, Birmingham (AL), Boston, Bozeman [sezonowo], Buffalo, Charleston (SC), Charlotte, Chicago-Midway, Chicago-O’Hare, Cincinnati/Northern Kentucky, Cleveland, Colorado Springs, Columbia (SC), Columbus (OH), Dallas/Fort Worth, Dayton, Daytona Beach, Denver, Detroit, Eagle/Vail [sezonowo], El Paso, Fort Lauderdale, Fort Myers, Fort Walton Beach, Greensboro, Greenville/Spartanburg, Gulfport/Biloxi, Hartford, Hayden/Steamboat Springs [sezonowo], Houston-Hobby, Houston-Intercontinental, Huntsville, Indianapolis, Jackson (MS), Jackson Hole [sezonowo], Jacksonville (FL), Kalispell [sezonowo], Kansas City, Knoxville, Las Vegas, Lexington, Little Rock, Los Angeles, Louisville, Melbourne (FL), Memphis, Miami, Milwaukee, Minneapolis/St. Paul, Mobile, Montrose/Telluride [sezonowo], Nashville, Nowy Orlean, Nowy Jork-JFK, Nowy Jork-LaGuardia, Newark, Newport News, Norfolk, Oklahoma City, Ontario, Orange County, Orlando, Pensacola, Filadelfia, Phoenix, Pittsburgh, Portland (ME), Portland (OR), Providence, Raleigh/Durham, Reno/Tahoe, Richmond, Rochester (NY), Sacramento, St. Louis, St. Thomas, Salt Lake City, San Antonio, San Diego, San Francisco, San Jose (CA), San Juan (PR), Sarasota/Bradenton, Savannah, Seattle/Tacoma, Tallahassee, Tampa, Toronto-Pearson, Tucson, Vancouver [sezonowo], Waszyngton-Dulles, Waszyngton-Reagan, West Palm Beach)
- United Airlines (Chicago-O’Hare)
  - United Express obsługiwane przez Mesa Airlines (Chicago-O’Hare, Denver, Waszyngton-Dulles)
  - United Express obsługiwane przez Shuttle America (Chicago-O’Hare, Denver, Waszyngton-Dulles)
- Wings Air (Athens, Lawrenceville, Rome (GA))

### Hall A
- Delta Air Lines (Patrz Hall T)
  - Delta Connection obsługiwane przez Shuttle America (Birmingham (AL), Charlotte, Chicago-Midway, Columbus (OH), Houston-Hobby, Houston-Intercontinental, Indianapolis, Knoxville, Louisville, Milwaukee, Minneapolis/St. Paul, Pittsburgh, San Antonio, Sarasota, Waszyngton-Reagan, White Plains)

### Hall B
- Delta Air Lines (Patrz Hall T)
  - Delta Connection obsługiwane przez Shuttle America (Patrz Hall A)
  - Delta Connection obsługiwane przez Chautauqua Airlines (Columbus (OH))
  - Delta Connection obsługiwane przez Pinnacle Airlines (Austin, Buffalo, Charlotte, Houston-Hobby, Houston-Intercontinental, Kansas City, Knoxville, Lexington, Louisville, Memphis, Milwaukee, Newark, Norfolk, Pittsburgh, Richmond, San Antonio, Tallahassee, Waszyngton-Reagan)
  - Delta Connection obsługiwane przez SkyWest (Aspen [seasonal], Austin, Billings [sezonowo; od 15 czerwca], Colorado Springs, Greenville/Spartanburg, Houston-Hobby, Houston-Intercontinental, Pittsburgh, St. Louis)

### Hall C
- AirTran Airways (Akron/Canton, Atlantic City, Baltimore, Bloomington, Boston, Branson, Buffalo, Cancún, Charleston (SC), Charlotte, Chicago-Midway, Columbus (OH), Dallas/Fort Worth, Dayton, Denver, Detroit, Flint, Fort Lauderdale, Fort Myers, Harrisburg [sezonowo], Houston-Hobby, Indianapolis, Jacksonville (FL), Kansas City, Las Vegas, Los Angeles, Memphis, Miami, Milwaukee, Minneapolis/St. Paul, Moline/Quad Cities, Nowy Orlean, Nowy Jork-LaGuardia, Newark, Newport News, Orlando, Pensacola, Filadelfia, Phoenix, Pittsburgh, Portland (ME) [sezonowo], Raleigh/Durham, Richmond, Rochester (NY), St. Louis, San Antonio, San Diego, San Francisco, San Juan (PR), Sarasota/Bradenton, Seattle/Tacoma, Tampa, Waszyngton-Dulles, Waszyngton-Reagan, West Palm Beach, White Plains, Wichita)
- Delta Air Lines
  - Delta Connection obsługiwane przez Atlantic Southeast Airlines (Akron/Canton, Albany (GA), Albany (NY), Alexandria, Allentown/Bethlehem, Appleton, Asheville, Augusta (GA), Austin, Bangor, Baton Rouge, Billings, Birmingham (AL), Bloomington (IL), Blountville/Tri-Cities, Brunswick, Buffalo/Niagara Falls, Burlington (VT), Cedar Rapids/Iowa City, Charleston (SC), Charleston (WV), Charlotte, Charlottesville, Chattanooga, Cincinnati/Northern Kentucky, Cleveland, Columbia (SC), Columbus (GA), Columbus (MS), Daytona Beach, Des Moines, Dothan, Evansville, Exuma/Georgetown, Fayetteville (AR), Fayetteville (NC), Flint, Florence, Fort Smith, Fort Walton Beach, Fort Wayne, Freeport, Gainesville (FL), Grand Rapids, Greensboro/High Point/Winston-Salem, Greenville/Spartanburg, Gulfport/Biloxi, Harrisburg, Houston-Hobby, Houston-Intercontinental, Huntsville, Jackson (MS), Jacksonville (NC), Killeen, Key West, Knoxville, Lafayette, Lawton, Lewisburg (WV), Lexington, Lincoln (NE) [od 4 czerwca], Little Rock, Lynchburg, Madison, Manchester (NH), Melbourne (FL), Memphis, Meridian, Milwaukee, Minneapolis/St. Paul, Mobile, Moline/Quad Cities, Monroe, Montgomery, Montréal-Trudeau, Myrtle Beach, Nassau, New Bern, Newburgh, Newport News, Norfolk, North Eleuthera, Oklahoma City, Omaha, Panama City (FL), Pensacola, Peoria, Pittsburgh, Portland (ME), Providence, Raleigh/Durham, Richmond, Roanoke, Rochester (NY), St. Louis, San Antonio, Savannah, Shreveport, South Bend, Syracuse, Tallahassee, Toronto-Pearson, Tulsa, Valdosta, White Plains, Wichita, Wilkes-Barre/Scranton, Wilmington (NC))

### Hall D
- Air Canada (Toronto-Pearson)
  - Air Canada Jazz (Toronto-Pearson)
- AirTran Airways (Patrz Hall C)
- Alaska Airlines (Seattle/Tacoma)
- Continental Airlines (Houston-Intercontinental, Newark)
  - Continental Express obsługiwane przez ExpressJet Airlines (Cleveland, Houston-Intercontinental, Newark)
- Delta Air Lines (Patrz Hall T)
  - Delta Connection obsługiwane przez Comair (Austin, Baltimore, Birmingham (AL), Buffalo, Cedar Rapids/Iowa City, Chicago-Midway, Cleveland [sezonowo], Columbus (OH), Dayton [sezonowo], Greensboro/High Point/Winston-Salem, Greenville/Spartanburg, Harrisburg, Houston-Intercontinental, Huntsville/Decatur, Lexington, Louisville, Manchester (NH), Providence, Raleigh/Durham, Springfield (MO), Syracuse, Toronto-Pearson, Tulsa)
  - Delta Connection obsługiwane przez Mesaba Airlines (Blountville/Tri-Cities, Chattanooga [od 1 lipca], Hilton Head, Muscle Shoals, Tupelo)
- Frontier Airlines (Denver)
- Midwest Airlines (Milwaukee)
  - Midwest Connect obsługiwane przez Republic Airlines (Milwaukee)
- Spirit Airlines (Fort Lauderdale)
- US Airways (Charlotte, Filadelfia, Phoenix)
  - US Airways Express obsługiwane przez Air Wisconsin (Filadelfia)
  - US Airways Express obsługiwane przez Mesa Airlines (Charlotte)
  - US Airways Express obsługiwane przez PSA Airlines (Charlotte, Filadelfia)
  - US Airways Express obsługiwane przez Republic Airlines (Charlotte, Filadelfia, Waszyngton-Reagan)

### Hall E
- Air France (Paryż-Charles de Gaulle)
- British Airways (Londyn-Heathrow)
- Delta Air Lines (Acapulco, Amsterdam, Antigua, Aruba, Ateny, Barbados, Barcelona, Belize City, Bonaire, Bogota, Brasília, Bruksela, Buenos Aires-Ezeiza, Cancún, Kapsztad, Caracas, Kopenhaga, Cozumel, Dakar, Dubaj, Dublin, Düsseldorf, Fortaleza, Frankfurt, Grand Cayman, Guadalajara, Gwatemala, Guayaquil, Johannesburg, Kingston, Kuwejt, Lagos, Liberia (CR), Lima, Londyn-Heathrow, Madryt, Managua, Manaus, Manchester (UK), Meksyk, Mediolan-Malpensa, Montego Bay, Moskwa-Szeremietiewo, Bombaj, Monachium, Nairobi [od 2 czerwca], Nassau, Panama, Paryż-Charles de Gaulle, Port of Spain, Praga, Providenciales, Puerto Plata, Puerto Vallarta, Punta Cana, Quito, Recife, Rio de Janeiro-Galeão, Roatán, Rzym-Fiumicino, St. Kitts, St. Lucia, St. Maarten, San José (CR), San José del Cabo, San Salwador, Santiago de Chile, Santiago de los Caballeros, Santo Domingo, São Paulo-Guarulhos, San Pedro Sula, Seul-Incheon, Szanghaj-Pudong, Sztokholm-Arlanda, Stuttgart, Tegucigalpa, Tel Awiw, Tobago, Tokio-Narita, Wenecja-Marco Polo [sezonowo], Willemstad/Curaçao [sezonowo], Zurych)
  - Delta Connection obsługiwane przez Atlantic Southeast Airlines (Belize City, Cozumel, Providenciales)
  - Delta Connection obsługiwane przez Pinnacle Airlines (Nassau, Providenciales, St. Croix)
  - Delta Connection obsługiwane przez Shuttle America (Guadalajara, Kingston, Monterrey)
- KLM (Amsterdam)
- Korean Air (Seul-Incheon)
- Lufthansa (Frankfurt)
- Northwest Airlines (Amsterdam, Honolulu, Minneapolis/St. Paul, Londyn-Gatwick, Rzym-Fiumicino, Tokio-Narita)

## Statystyki
| Pozycja | Miasto                     | Pasażerów | Linie                            |
| ------- | -------------------------- | --------- | -------------------------------- |
| 1       | Orlando                    | 1 287 000 | AirTran, Delta                   |
| 2       | Fort Lauderdale            | 1 135 000 | AirTran, Delta, Spirit           |
| 3       | Nowy Jork                  | 1 115 000 | AirTran, American, Delta         |
| 4       | Dallas/Fort Worth          | 1 051 000 | AirTran, American, Delta         |
| 5       | Los Angeles                | 933 000   | AirTran, Delta                   |
| 6       | Tampa                      | 923 000   | AirTran, Delta                   |
| 7       | Waszyngton Ronalda Reagana | 816 000   | AirTran, Delta                   |
| 8       | Charlotte                  | 801 000   | AirTran, Delta, US Airways       |
| 9       | Filadelfia                 | 772 000   | AirTran, Delta, US Airways       |
| 10      | Denver                     | 741 000   | AirTran, Delta, Frontier, United |

|                                                          | Pasażerów   | Zmiana w ciągu roku | Operacje | Cargo   |
| -------------------------------------------------------- | ----------- | ------------------- | -------- | ------- |
| 1999                                                     | 78 092 940  |                     | 909 911  | 883 149 |
| 2000                                                     | 80 162 407  | 02,65%              | 915 454  | 865 991 |
| 2001                                                     | 75 858 500  | 05,37%              | 890 494  | 735 796 |
| 2002                                                     | 76 876 128  | 01,34%              | 889 966  | 734 083 |
| 2003                                                     | 79 087 928  | 02,88%              | 911 727  | 802 248 |
| 2004                                                     | 83 606 583  | 05,71%              | 964 858  | 862 230 |
| 2005                                                     | 85 907 423  | 02,75%              | 980 386  | 767 897 |
| 2006                                                     | 84 846 639  | 01,23%              | 976 447  | 746 502 |
| 2007                                                     | 89 379 287  | 05,34%              | 994 346  | 720 209 |
| 2008                                                     | 90 039 280  | 00,74%              | 978 824  | 655 277 |
| 2009                                                     | 88 001 381  | 02,23%              | 970 235  | 563 139 |
| 2010                                                     | 89 331 622  | 01,51%              | 950 119  | 659 129 |
| 2011                                                     | 92 389 023  | 03,31%              | 923 996  | 663 162 |
| 2012                                                     | 95 513 828  | 03,38%              | 930 310  | 654 012 |
| 2013                                                     | 94 431 224  | 01,13%              | 911 074  | 616 365 |
| 2014                                                     | 96 178 899  | 01,85%              | 868 359  | 601 270 |
| 2015                                                     | 101 491 106 | 05,52%              | 882 497  | 626 201 |
| Source: Hartsfield–Jackson Atlanta International Airport |             |                     |          |         |